# الوجهة (فلم 1979)
الوجهة (بالهندية: मंज़िल) (بالإنجليزية: Manzil) هو فيلم درامي رومانسي هندي باللغة الهندية عام 1979 من إخراج باسو تشاترجي. كان الفيلم مقتبسًا بشكل فضفاض من الفيلم البنغالي لعام 1965 أكاش كوسوم. نجوم فيلم الوجهة أميتاب باتشان وموشومي تشاترجي في الأدوار المحورية. تم تصوير الفيلم بشكل متقطع بين عامي 1972 و1979، عندما تم إصداره أخيرًا. حاز الفيلم على إشادة النقاد لقصته، في حين أشاد النقاد بأدائه. على الرغم من أن الفيلم لم يحقق سوى إيرادات متوسطة في شباك التذاكر. كانت أغنية ريمجهيم جير ساوان من الأغاني التي حققت نجاحًا كبيرًا، كما أن تصوير نسخة لاتا مانغيشكار من الأغنية التي تم تصويرها تحت المطر الحقيقي في مومباي جعلها من الأغاني المفضلة على الدوام. تم الإبلاغ عن أن الفيلم هو الفيلم الهندي الوحيد الذي يحتوي على الجلفانومتر في حبكته الأساسية.

## الحبكة
أجاي تشاندرا (أميتاب باتشان)، شاب لديه أحلام كبيرة. يقع في حب أرونا خوسلا، وهي فتاة غنية (موشومي تشاتيرجي). وهي تبادله نفس المشاعر. يتظاهر بأنه غني حتى لا يخيب أملها ويطلب المساعدة من صديقه براكاش ماريوالا الذي كان محاسبًا قانونيًا، لشراء البدلة والسيارة والشقة، مدعيًا أن كل ذلك ملكه. يريد أن يبدأ مشروعًا لصناعة الجلفانومتر عن طريق شراء الأجهزة القديمة وتجديدها لتصبح صالحة للاستخدام بمساعدة أنوخيلال. لسوء الحظ، تحاول القطط الكبيرة شراءه، لكن أجاي لا يتزحزح عن موقفه. لذلك، قاموا بشراء أنوخيلال عن طريق رشوته بالمال من أجل زفاف ابنته. يؤدي هذا إلى فشل كبير بالنسبة لأجاي، حيث تضطر والدته السيدة تشاندرا (لاليتا باوار) إلى إعطاء أموال التأمين لابنها لإخراجه من السجن. لا يزال الأمر لا ينجح ويتم إحالة أجاي إلى المحكمة من قبل السيد خوسلا، المحامي. تشجع السيدة تشاندرا ابنها على إصلاح الجلفانومتر بنفسه، وعندما لم يعد لديه المال، قامت ببيع مجوهراتها الذهبية. يسحب المدعي العام القضية بعد إصلاح أجهزة الجلفانومتر. ويساعده أيضًا صديقه سي. أيه براكاش ماريوالا بعشرة آلاف روبية متنكرًا في صورة طلب.

## الممثلون
- أميتاب باتشان في دور أجاي شاندرا
- موشومي تشاترجي في دور أرونا خوسلا
- راكيش باندي في دور براكاش ماريوالا
- ساتين كابو في دور المحامي خوسلا
- أورميلا بهات في دور السيدة خوسلا
- لاليتا باوار في دور السيدة تشاندرا
- شريرام لاجو في دور السيد كابور
- أيه. كيه. هانجال في دور أنوخيلال
- سي. إس. دوبي في دور تولارام تشاجانمال

## الموسيقى التصويرية
تم تأليف موسيقى الفيلم بواسطة آر. دي. بورمان وتم كتابة الكلمات بواسطة الشاعر الغنائي الأسطوري يوغيش.
| أغنية                        | مغني           |
| ---------------------------- | -------------- |
| "توم هو ميري ديل كي دهادكان" | كيشور كومار    |
| "ريمجهيم جير ساوان" (ذكر)    | كيشور كومار    |
| "ريمجهيم جير ساوان" (أنثى)   | لاتا مانغيشكار |
| "مان ميرا تشاه"              | آشا بهوسل      |

## روابط خارجية
- مقالات تستعمل روابط فنية بلا صلة مع ويكي بيانات